# GDRN

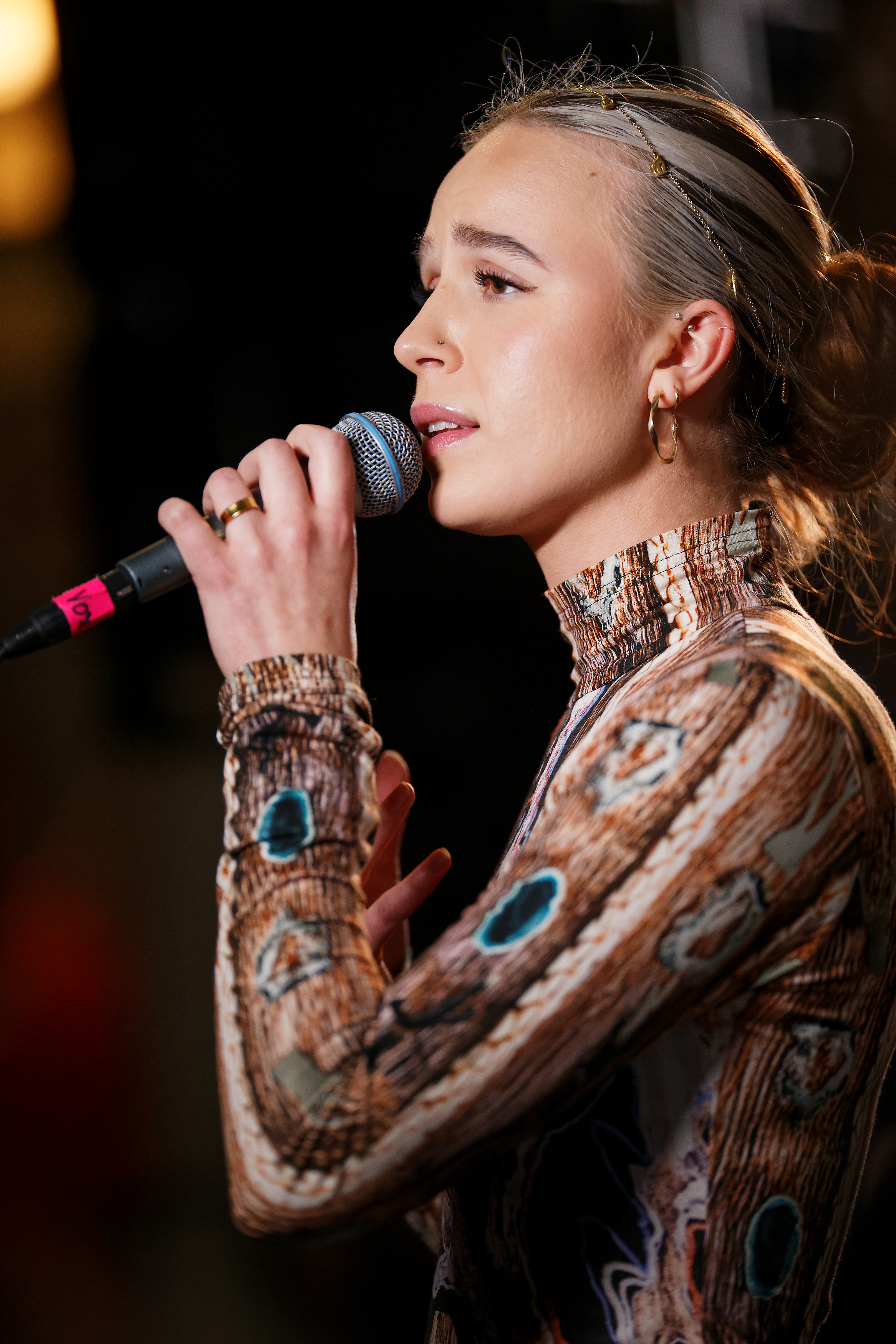
GDRN (2019)

Guðrún Ýr Eyfjörð Jóhannesdóttir (* 8. Januar 1996 in Reykjavík), bekannt unter ihrem Bühnennamen GDRN, ist eine isländische Musikerin, Schauspielerin und ehemalige Fußballspielerin.

## Karriere

### Fußball
Im Alter von fünf Jahren begann Guðrún Ýr Eyfjörð Jóhannesdóttir in Mosfellsbær, wohin ihre Eltern mit ihr im Alter von vier Jahren umgezogen waren, beim ansässigen Verein UMF Afturelding mit dem Fußball. Bereits im Alter von 15 Jahren stand sie zum ersten Mal im Kader der ersten Mannschaft für ein Spiel in der höchsten isländischen Liga. Beim 1:1-Unentschieden gegen Þróttur Reykjavík wurde sie am 13. Juli 2011 noch nicht eingesetzt. Nachdem sie durch zwei Verletzungen länger ausfiel, debütierte sie in der Saison 2013 für UMF Afturelding beim torlosen Unentschieden gegen UMF Selfoss in der höchsten Isländischen Liga. In den beiden Spielzeiten 2013 und 2014 kam Guðrún Ýr Eyfjörð Jóhannesdóttir insgesamt auf sieben Einsätze und musste danach ihre Karriere aufgrund ihres Knies beenden.

### Musik
Guðrún Ýr Eyfjörð Jóhannesdóttir tritt als Musikerin unter dem Bühnennamen GDRN auf, der von der Transliteration ihres Vornamens „Gudrun“ abgeleitet ist. Die Musikerin, die sowohl Violine als auch Jazz-Piano spielt, veröffentlicht 2018 mit dem Song Lætur mig ihre erste Single und mit Hvað ef ihr erstes Album. In der Folge wurde sie bei den Icelandic Music Awards 2018 in sechs Kategorien nominiert und sicherte sich vier Preise. Unter anderem wurde sie als Popsängerin des Jahres ausgezeichnet. Zudem wurde ihr Album für den Nordic Music Prize 2019 in der Kategorie Pop-Album des Jahres nominiert, unterlag dort aber dem Album Honey von der schwedischen Popsängerin Robyn.
Bei dem Festival Þjóðhátíð, welches seit 1874 in Vestmannaeyjar stattfindet, war Guðrún Ýr Eyfjörð Jóhannesdóttir im Jahr 2019 der Headliner. Zudem wurde sie vom Isländischen Nationaltheater als Teil des musikalischen Casts für das Stück „Shakespeare in Love“ verpflichtet. Im Jahr 2020 veröffentlichte sie mit GDRN ihr zweites Album.

### Schauspielerei
Für die isländische Netflix-Serie Katla wurde Guðrún Ýr Eyfjörð Jóhannesdóttir als Schauspielerin engagiert und übernahm die Rolle der Gríma Þórsdóttir. Die im Jahr 2020 gedrehte Serie wurde am 17. Juni 2021 auf Netflix veröffentlicht.

## Filmographie
- 2020: Katla

## Privates
Guðrún Ýr Eyfjörð Jóhannesdóttir hat zwei jüngere Brüder.